# 劉鑑 (乾隆武進士)
劉鑑，山西省人，清朝軍事將領、武進士出身。
乾隆年間，登武進士，授三等侍衛上行走。乾隆五十五年，任江西饒州營參將。乾隆五十七年，任廣東南雄協副將，后署廣東高州鎮總兵。嘉慶三年，任江西南昌鎮總兵。嘉慶四年，任江南狼山鎮總兵。后署江南提督。